# میلر (میزوری)
میلر (به انگلیسی: Miller) یک شهر در ایالات متحده آمریکا است که در شهرستان لارنس، میزوری واقع شده‌است. میلر ۱٫۹۷ کیلومتر مربع مساحت و ۶۹۹ نفر جمعیت دارد و ۳۹۷ متر بالاتر از سطح دریا واقع شده‌است.